# Pterocerina ochracea
Pterocerina ochracea är en tvåvingeart som beskrevs av Friedrich Georg Hendel 1909. Pterocerina ochracea ingår i släktet Pterocerina och familjen fläckflugor.
Artens utbredningsområde är Peru. Inga underarter finns listade i Catalogue of Life.